# Тохареу
Тохареу — полуостров в Хабаровском крае России.
Полуостров Тохареу находится на западном побережье Охотского моря (в Шантарском море) и разделяет Ульбанский залив (на западе) и залив Николая (на востоке). На полуострове находится мыс Тукургу (самая северная точка полуострова). Также на полуострове находится мысы Гауровица, Обрывистый (западнее мыса Тукургу) и мыс Наблюдений (восточнее мыса Тукургу).
Рельеф полуострова преимущественно горный. Высочайшая точка 851 м. Западный берег более крутой, обрывистый, восточный — пологий, болотистый. В южной части полуострова ранее располагался населённый пункт Усалгин, в настоящее время нежилой.